# Ruta Estatal de California 371
La Ruta Estatal de California 371, abreviada SR 371 (en inglés: California State Route 371) es una carretera estatal estadounidense ubicada en el estado de California. La carretera inicia en el Oeste desde la SR 79     en Aguanga en sentido Este hasta finalizar en la SR 74     cerca de Anza. La carretera tiene una longitud de 33,4 km (20.753 mi).

## Mantenimiento
Al igual que las autopistas interestatales, y las rutas federales y el resto de carreteras estatales, la Ruta Estatal de California 371 es administrada y mantenida por el Departamento de Transporte de California por sus siglas en inglés Caltrans.